# Togbin
Cet article concerne un quartier de Godomey. Pour la localité de Godomey, voir Togbin-Daho. Pour l'arrondissement, voir Togba.
Togbin est un quartier de l'arrondissement de Godomey dans la commune d'Abomey-Calavi localisée dans le département de l'Atlantique dans le Sud du Bénin,

## Histoire et Toponymie

### Histoire
Togbin devient officiellement un quartier de l'arrondissement de Godomey le 27 mai 2013 après la délibération et adoption par l'Assemblée nationale du Bénin en sa séance du 15 février 2013 de la loi n° 2013-O5 du 15/02/2013 portant création, organisation, attributions et fonctionnement des unités administratives locales en République du Bénin.

## Géographie
Togbin fait partie des 49 villages et quartiers de ville que compte l'arrondissement de Godomey,.

## Population
Selon le Recensement Général de la Population et de l'Habitation(RGPH4) de l'Institut National de la Statistique et de l'Analyse Economique(INSAE) au Bénin en 2013, la population de Togbin compte 3815 ménages avec un effectif de 17666 habitants.
| Indicateur           | 2013- |
| -------------------- | ----- |
| Nombre de ménages    | 3815  |
| Population féminine  | 9024  |
| Population masculine | 8642  |
| Population totale    | 17666 |

## Galerie

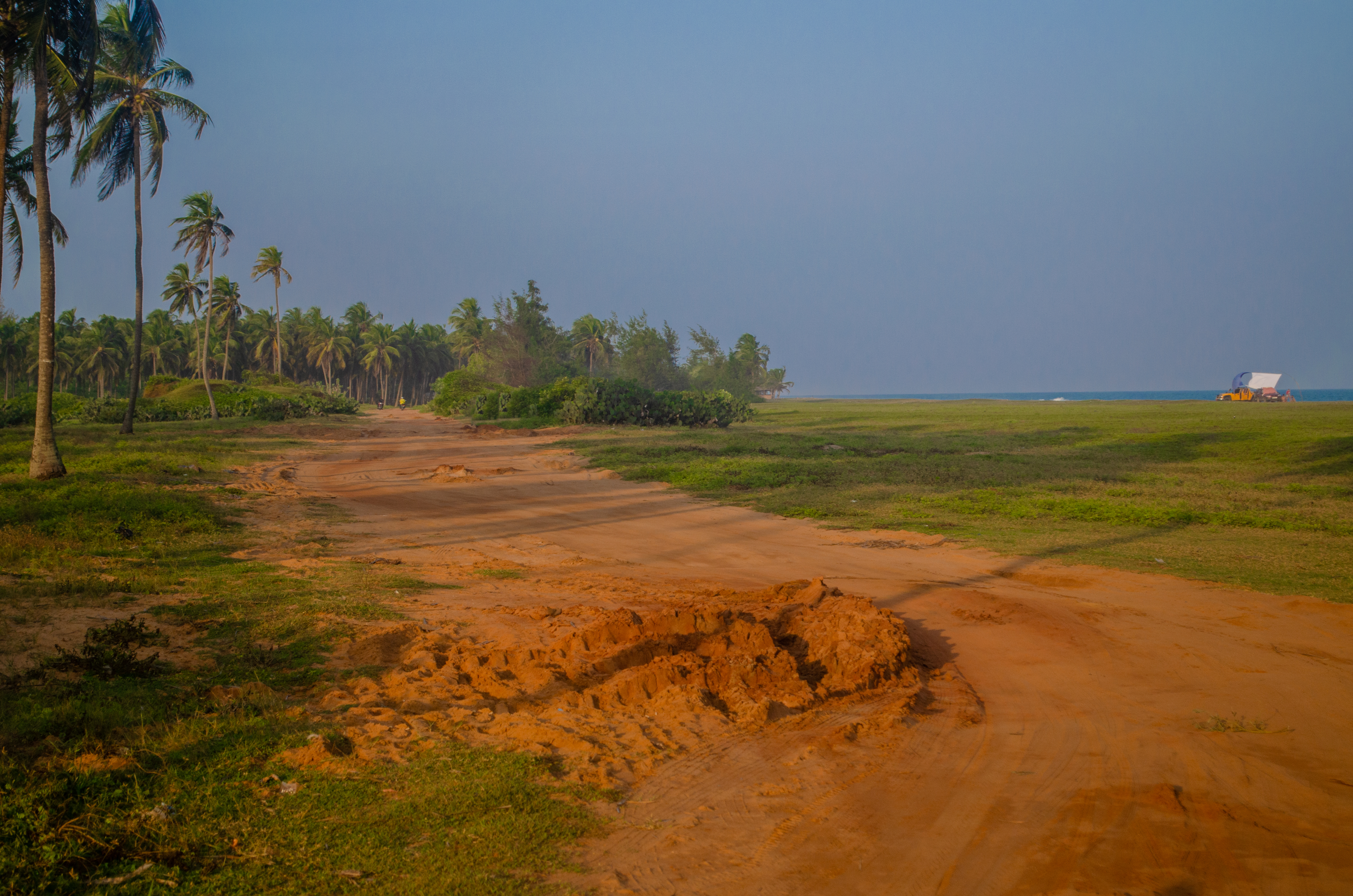
Plage Togbin Bénin menant vers le village de Togbin
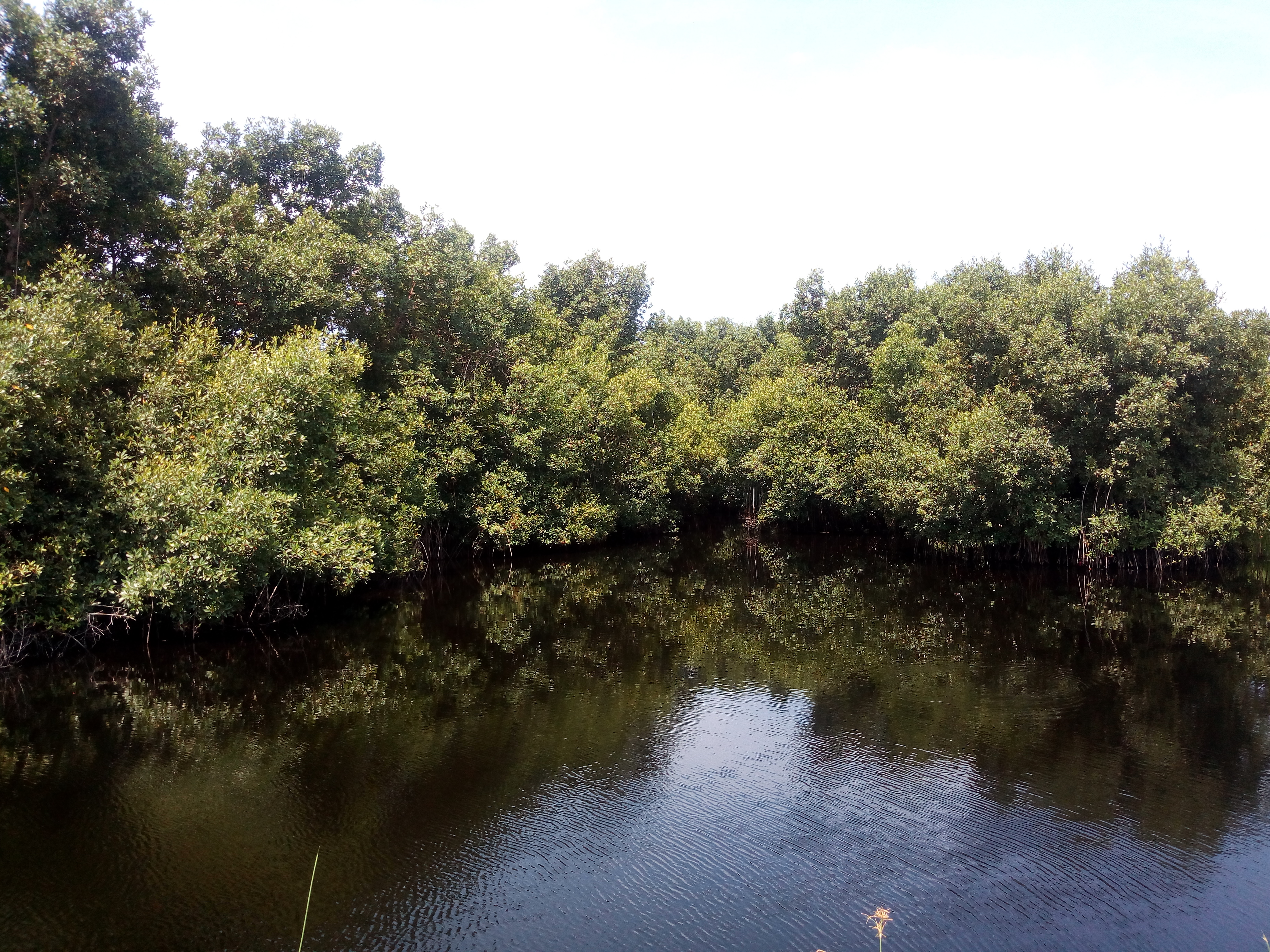
Une végétation de mangrove observée à Togbin (Bénin)
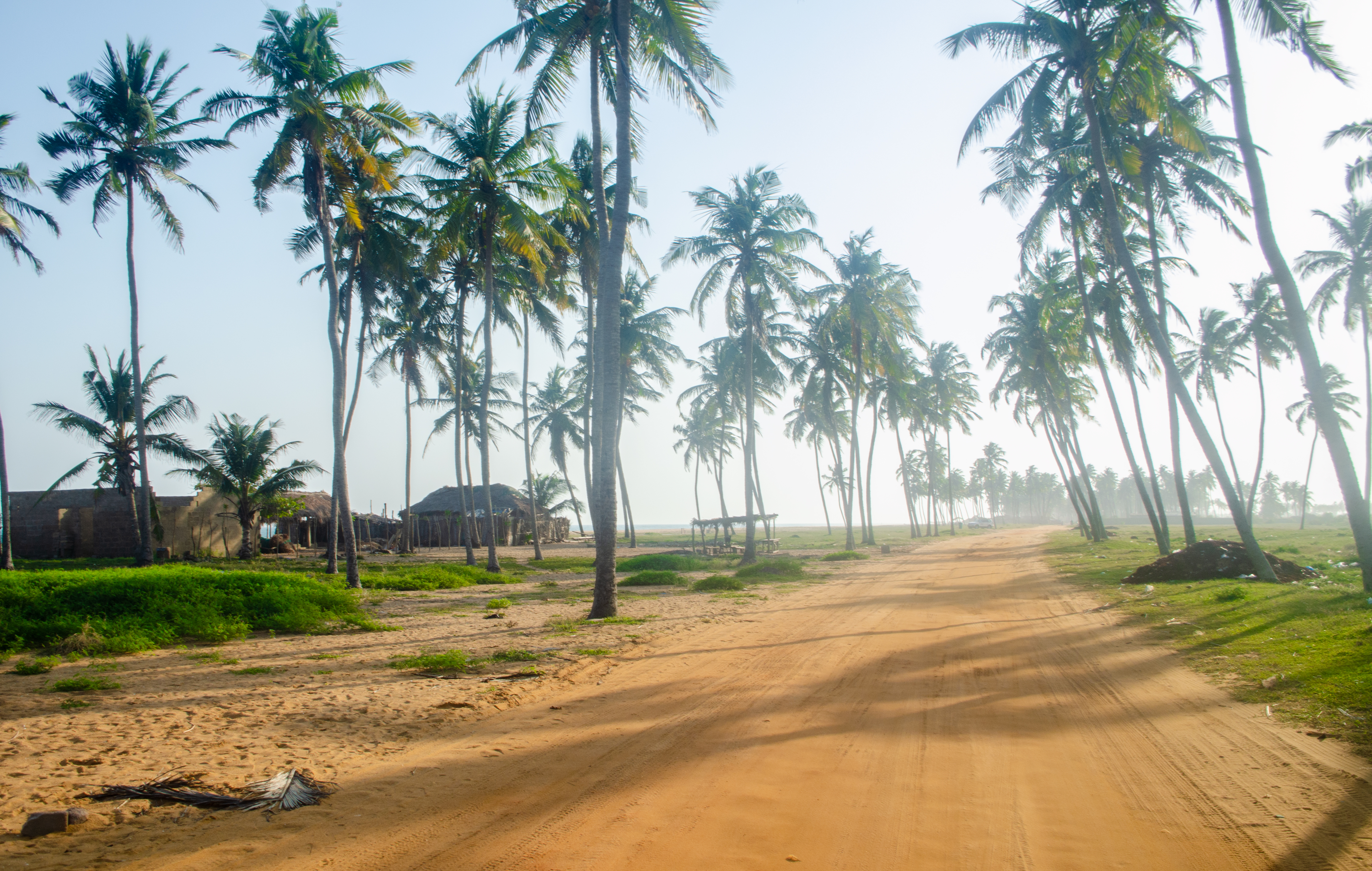
Route des pêche Bénin Togbin
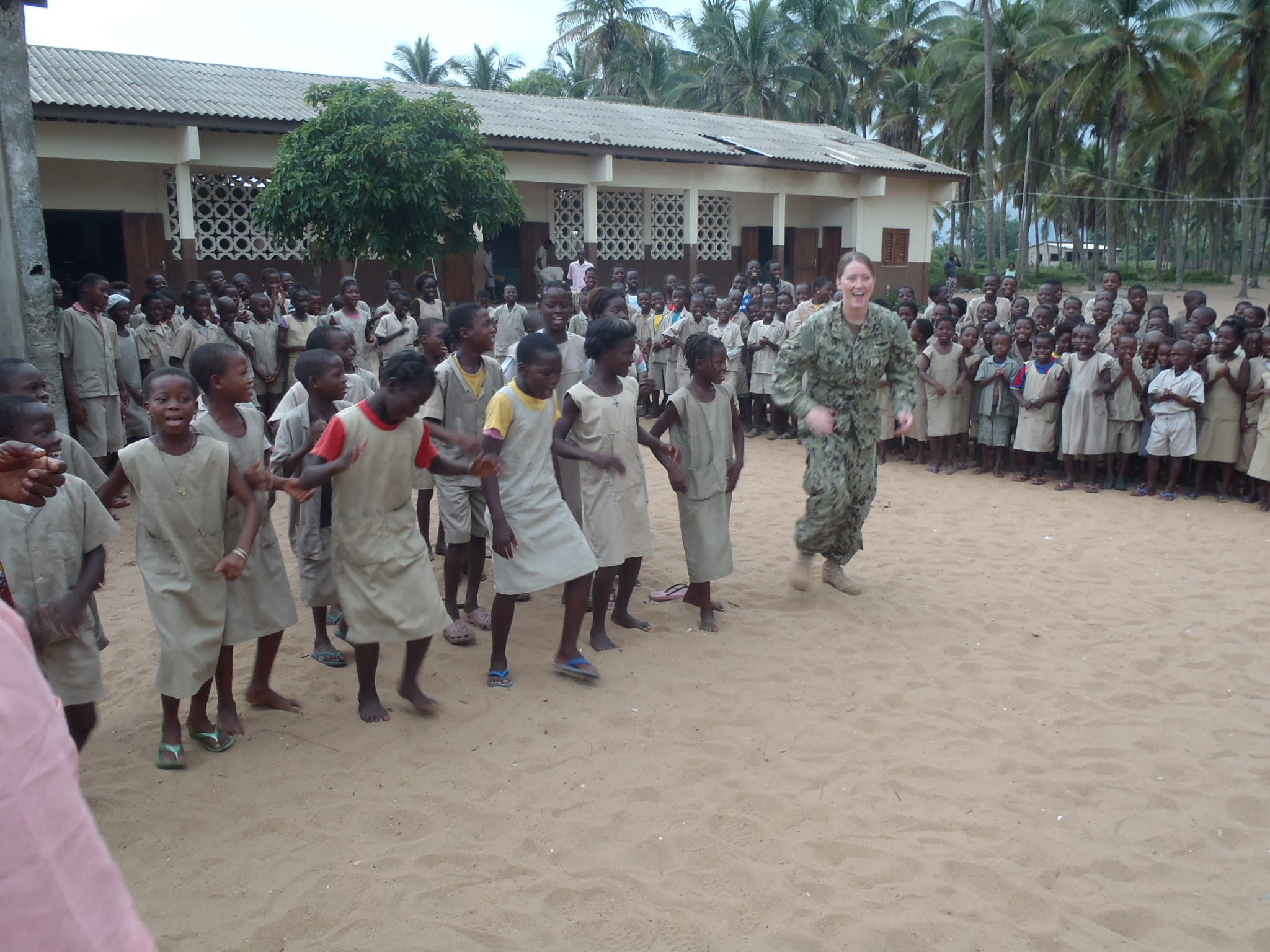
U.S. Navy Lt. Christie Kehoe  in Togbin Bénin
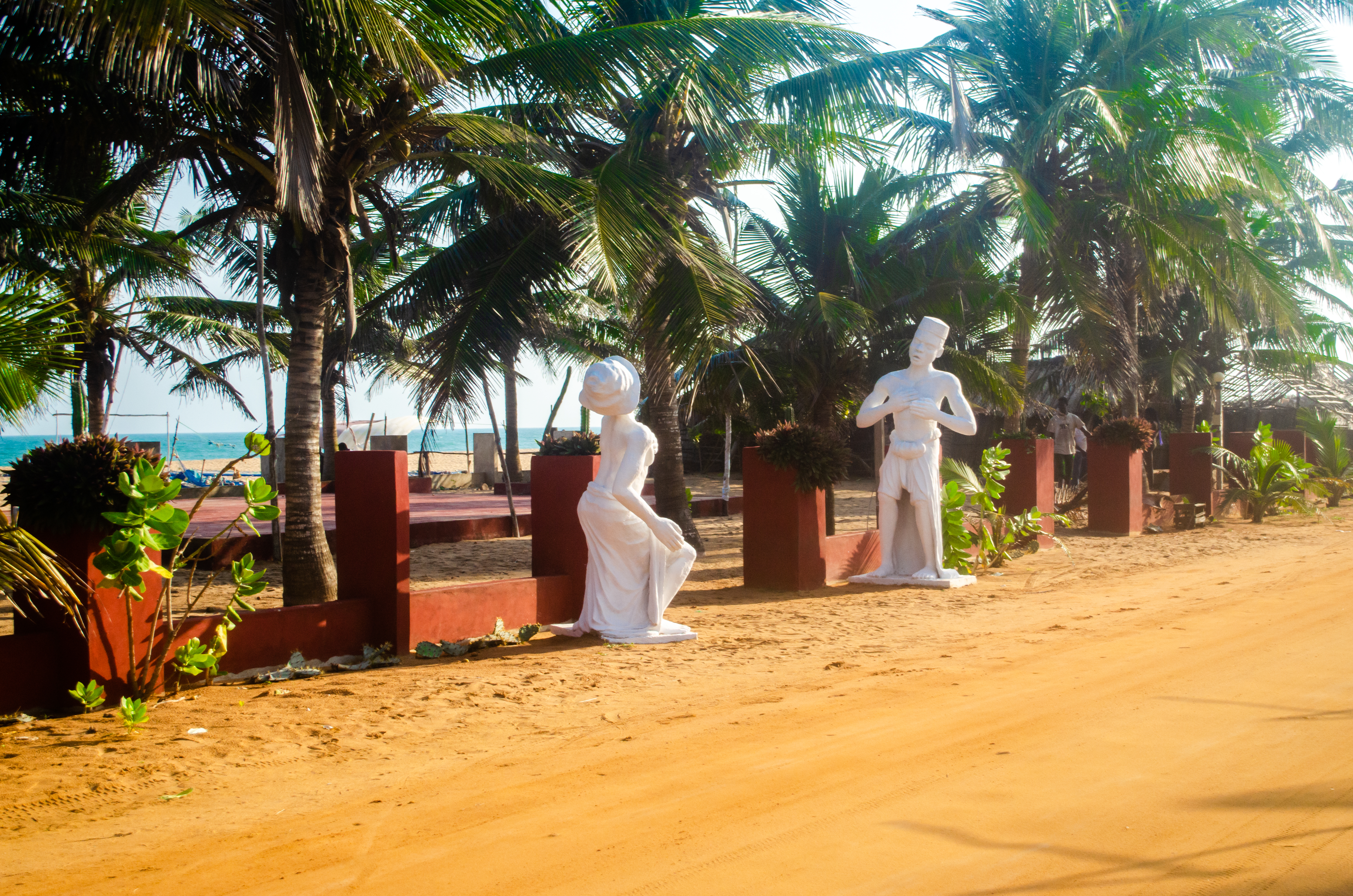
Centre Universitaire de théâtre du Bénin situé sur la route des pêche
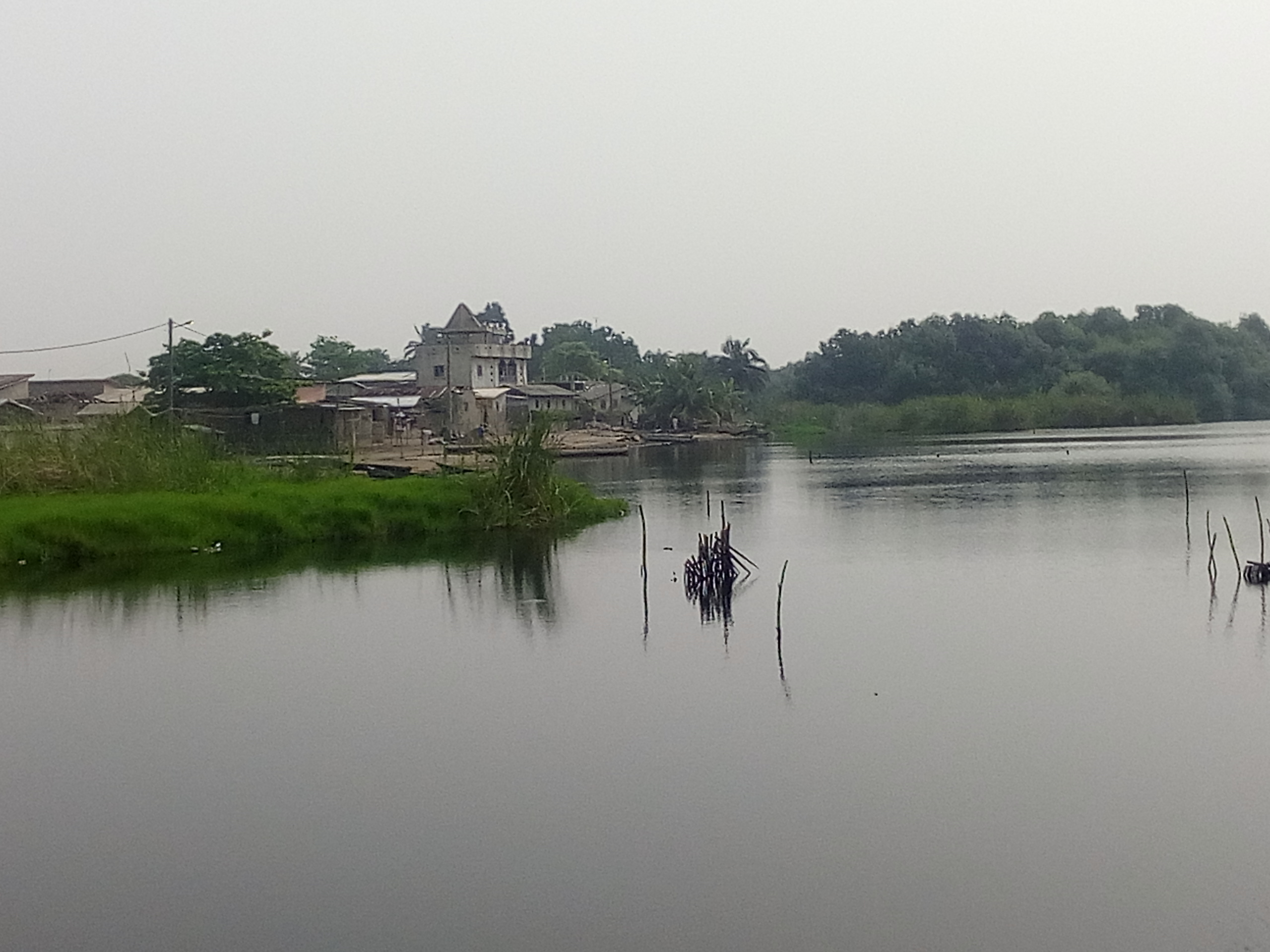
Djègbadji de togbin.jpg
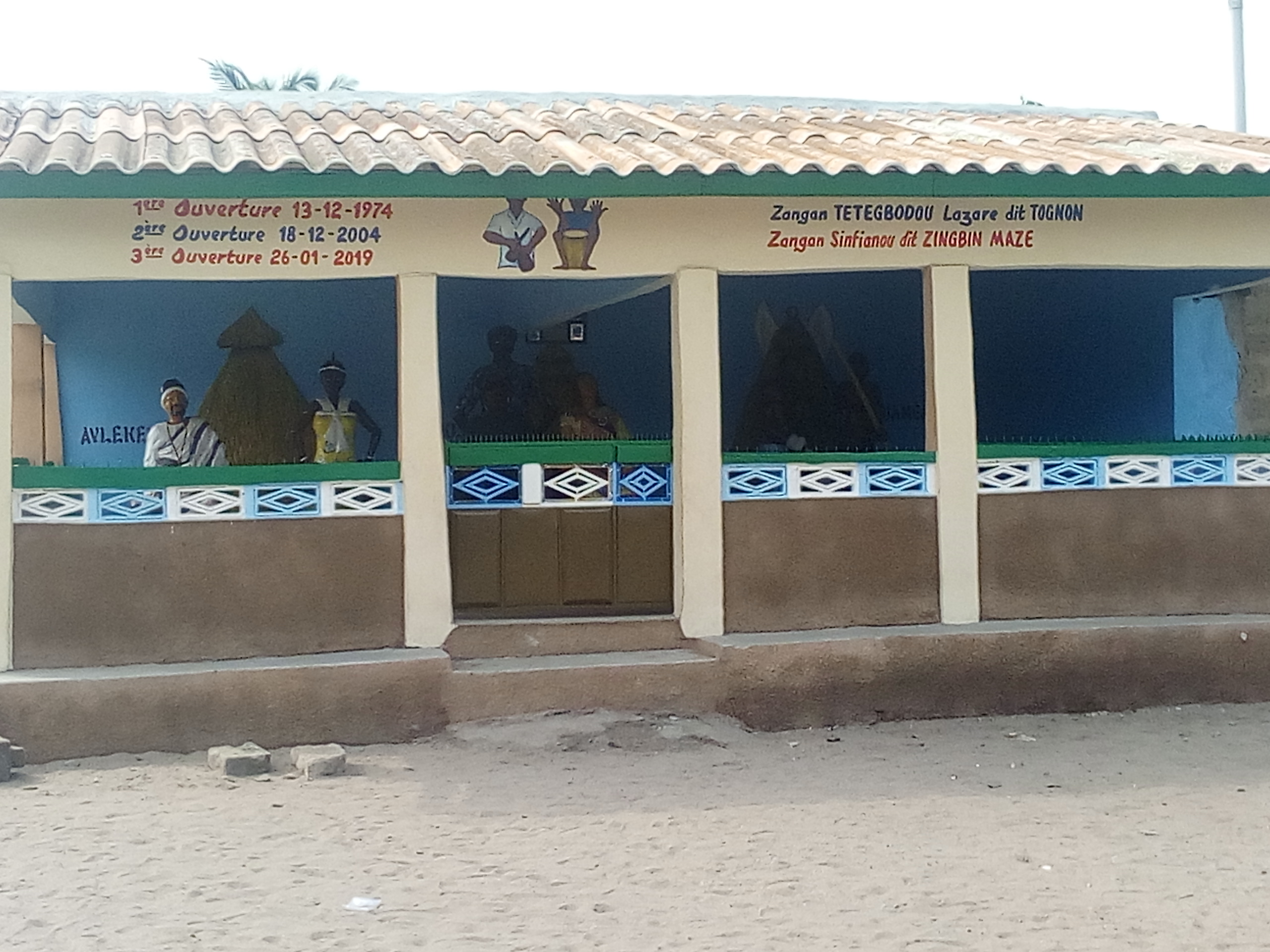
Les traces de la traite négrières a togbin